# 玫瑰節

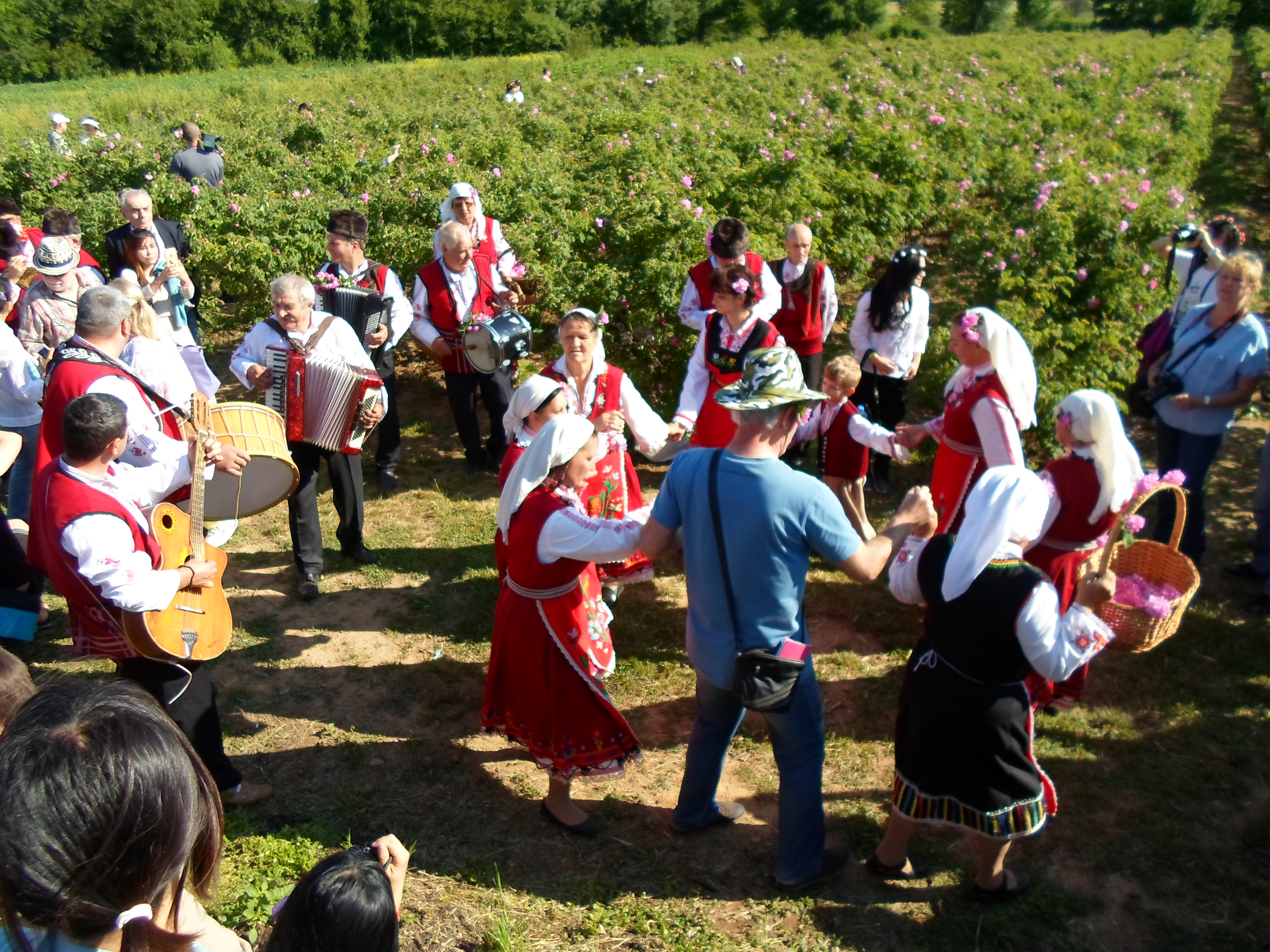
保加利亞人穿著傳統服飾 手拉手團慶玫瑰節

玫瑰節於每年六月的第一個星期日舉辦。舉辦的地點在巴爾幹山脈南方的卡贊勒克谷地，因為盛產玫瑰花，因此獲得「玫瑰谷」的美名，享譽世界。
保加利亞的人們會在玫瑰節舉辦「玫瑰花車大遊行」.「 玫瑰皇后選拔」並跳著傳統舞蹈「霍羅舞」，與來自世界各地的遊客一同共襄盛舉。

## 起源

### 地理環境

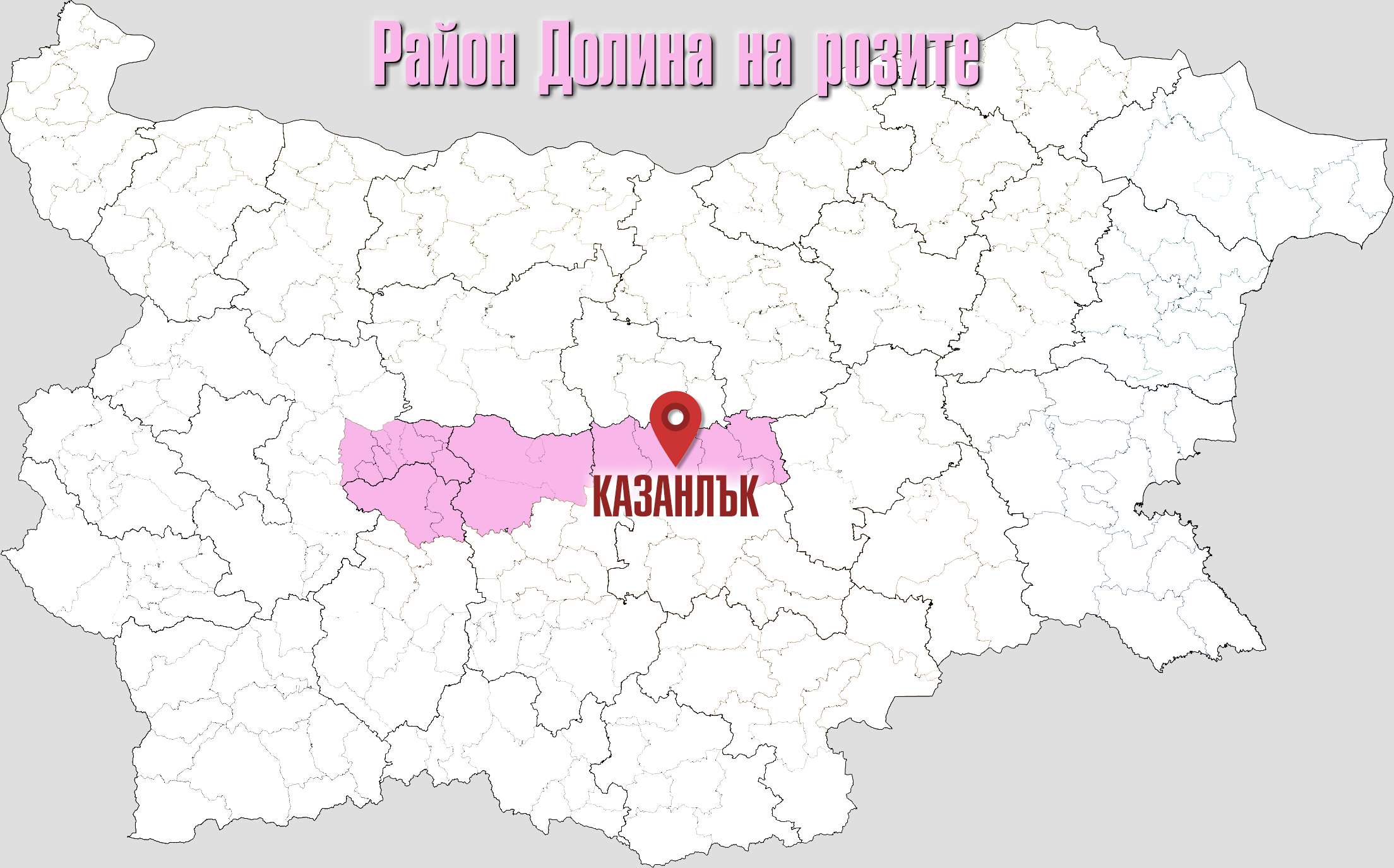
卡贊勒克的玫瑰谷位置所在

位在保加利亞境內的阿爾卑斯山南部，有一條長約120公里、寬10公里的卡贊勒克谷地（Kazanlak，保加利亞語︰Казанлък），是由西部的斯特里亞馬河和東部的登薩河兩個河谷所組成。由於山谷四周圍繞著避風的山巒，提供卡贊勒克豐沛水源，再加上氣候溫和，土壤肥沃疏鬆，人們在16世紀時從亞洲引進玫瑰花到此地，且成功大量繁殖。
經過了五個世紀之久，直到現在，卡贊勒克谷地已培育上百種玫瑰花品種，是保加利亞種植和出產玫瑰製品的重鎮，同時也是全世界玫瑰花相關產品的出口中心，因此獲得「玫瑰谷」的美稱。

## 象徵意義
保加利亞人認為，玫瑰花絢麗、芬芳和純潔的意象，象徵保加利亞人民勤勞、智慧和崇尚大自然的精神；而玫瑰花的芒刺，代表保加利亞人民在鄂圖曼帝國和納粹時期英勇不屈與堅韌不拔的表徵。春天播種繁殖的玫瑰花，在每年5月中旬至六月初開始採收，這是玫瑰農民最快樂的時節，不僅代表玫瑰花豐收，更是他們辛苦一整年後耕種的成果。
為了慶祝豐收，每年六月的第一個星期日，人們在卡贊勒克舉行盛大的玫瑰節慶典，慶典主要由「玫瑰花車大遊行」.「玫瑰女王評選」以及傳統舞蹈「霍羅舞」三大部分構成。當地人會穿上保加利亞的傳統服飾，女孩頭戴玫瑰花製的花圈，城鎮各地會舉辦各自的玫瑰採摘儀式。起初，玫瑰節只是保加利亞人民在當地舉辦的民俗慶典，隨著時代變遷，玫瑰節這個傳統節慶逐漸聲名遠播，成為世界各地觀光客來到保加利亞時必訪的節慶之一，也讓卡贊勒克成為保加利亞的觀光勝地。

## 活動項目

### 玫瑰花車大遊行
玫瑰花車大遊行作為玫瑰節的首項活動，開啟了玫瑰節的序幕，來自世界各地的旅客盛裝打扮，在卡贊勒克與保加利亞人一同共襄盛舉。當地少女會穿著保加利亞傳統服飾、配戴玫瑰花圈、贈送花環向遠方來客致意，並在遊行行經過程中，沿途灑上玫瑰花瓣，隨著交通工具革新，為了使慶典的遊行場面更為盛大，還會有直升機不時在玫瑰谷上空盤旋，撒下玫瑰花瓣與充滿香氣的玫瑰香水，使整場遊行芬芳四溢。

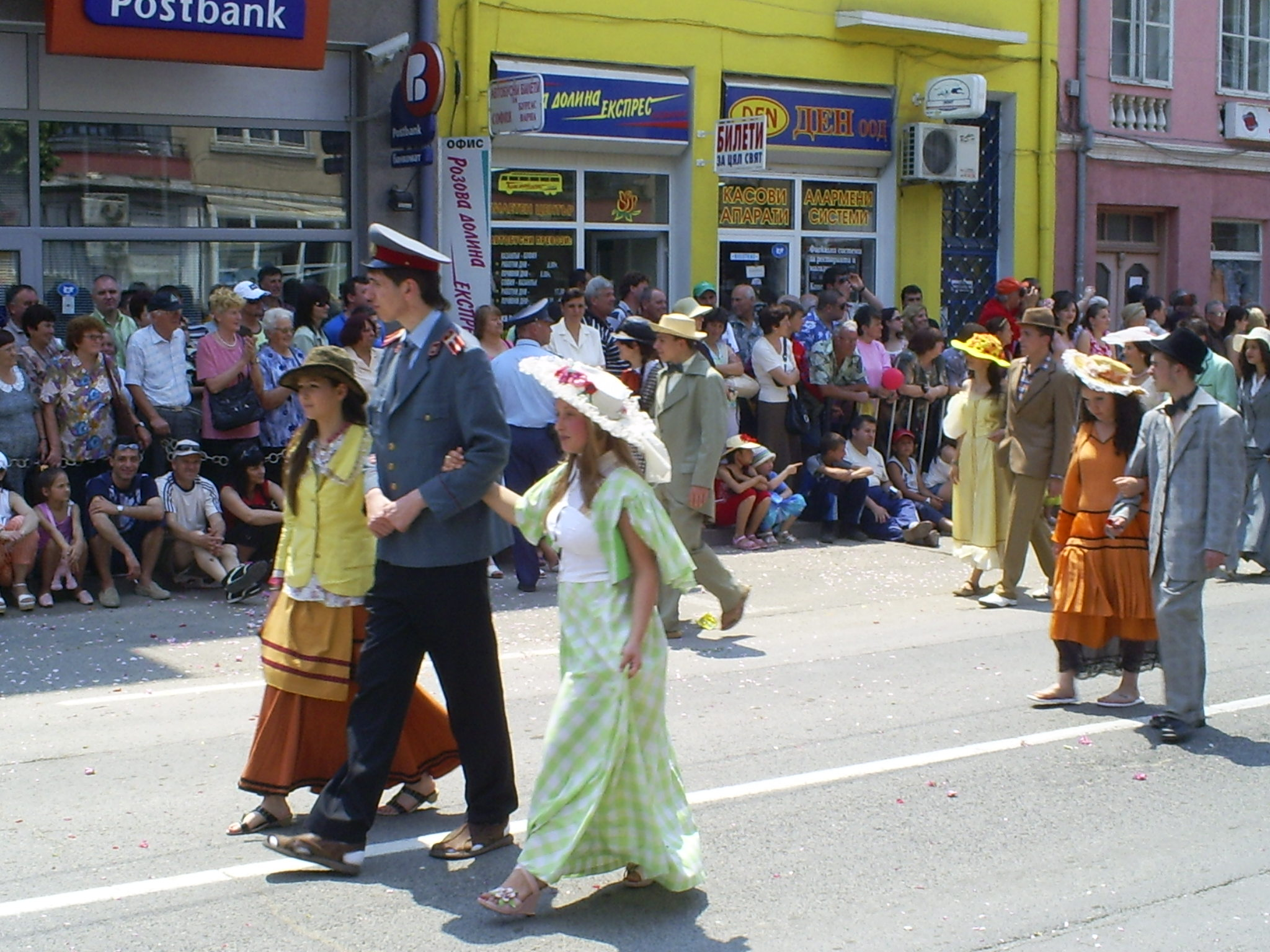
玫瑰花車大遊行 人們以各式各樣的主題行徑在街上

### 玫瑰女王評選
每年玫瑰節慶祝過程中，卡贊勒克會舉行玫瑰女王的加冕、評選，主辦方會在卡贊勒克市民中先篩選出年紀介於16~18歲的少女，再從中挑選一名成為當年度的「玫瑰女王」，這是所有保加利亞女孩心之所嚮的夢想。獲選的女王接受加冕、頭戴皇冠並身著高貴禮服後，會擔任玫瑰節嘉賓，出席各項節慶活動，在玫瑰花車大遊行的活動過程中沿途與眾人揮手致意，是眾人爭相矚目的對象。

### 霍羅舞

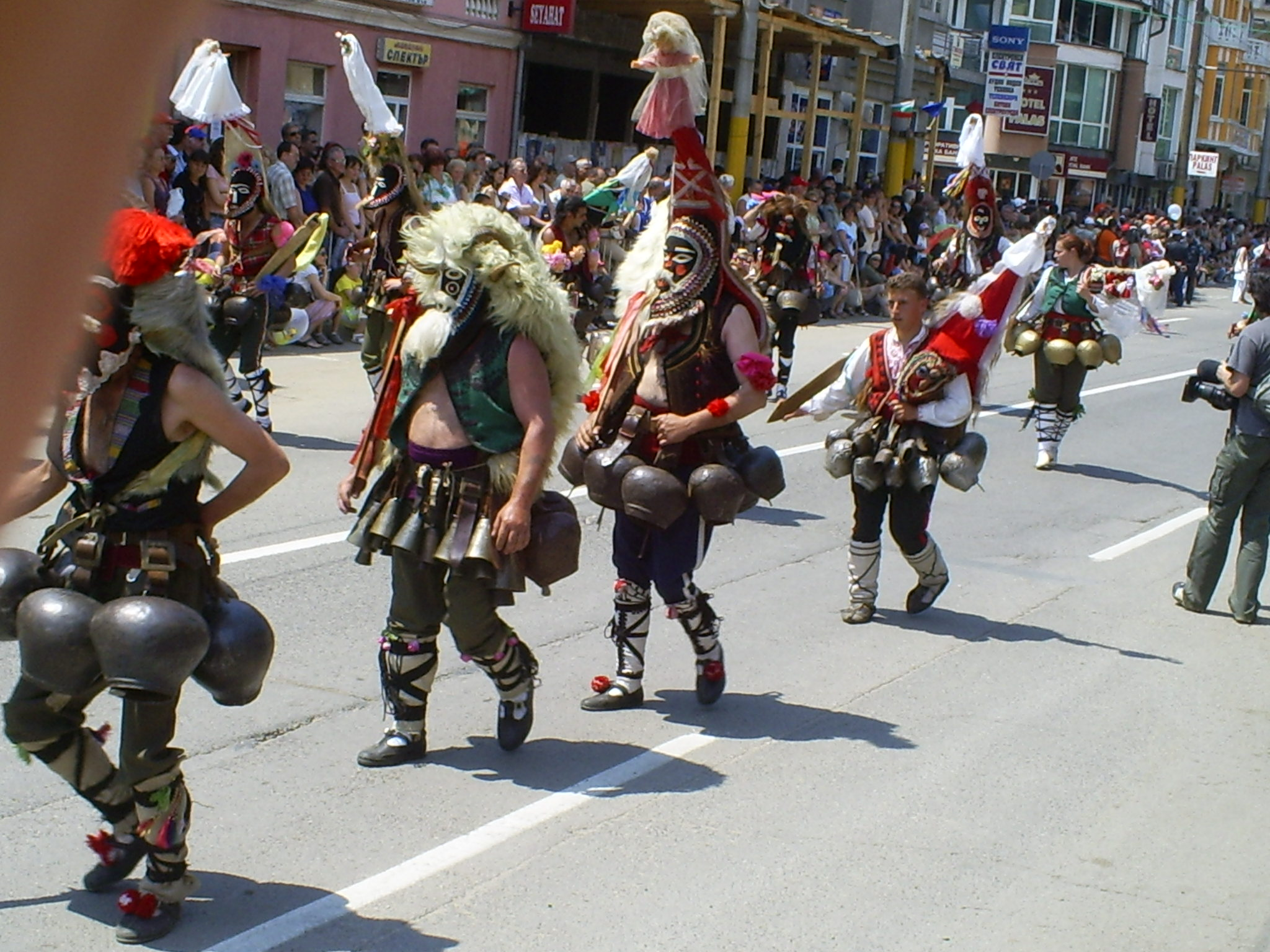
人們戴起面具跳著霍羅舞

霍拉舞源自於古希臘文，有「旋轉、轉圈」之意，是保加利亞的傳統民俗舞蹈之一，其舞蹈隨著音樂風格.節奏而有不同變化。
在玫瑰節舉辦之時，一群男子穿戴面具，假扮成腰纏許多銅鈴的老人，和玫瑰女孩一起排成兩列縱隊後，再走入廣場。伴隨著保加利亞傳統民歌，人們手拉著手，圍成許多圓圈開始跳舞。

## 類似活動

### 波特蘭玫瑰節
就像卡贊勒克玫瑰谷，位在美國西北部的奧勒岡波特蘭市，也因為當地盛產玫瑰花，所以每年6月會在波特蘭市中心舉辦玫瑰節大肆慶祝，象徵玫瑰豐收。波特蘭玫瑰節作為全美第二大遊行活動，至今已有百年歷史
。每年為波特蘭市帶來近2百萬名觀光客。 年年以加冕玫瑰節皇后開跑，其活動項目中最盛大的莫過於「玫瑰節大巡遊」(Grand Floral Parade)，其中包含精美花車、盛裝馬隊、軍樂隊、民俗表演等活動，以及融入中華文化色彩的龍舟競賽，呈現多元文化風采，增添節慶的豐富性，此外，所有龍舟競賽相關用品皆為波特蘭姊妹市的高雄市姐妹會提供。